# Who's who

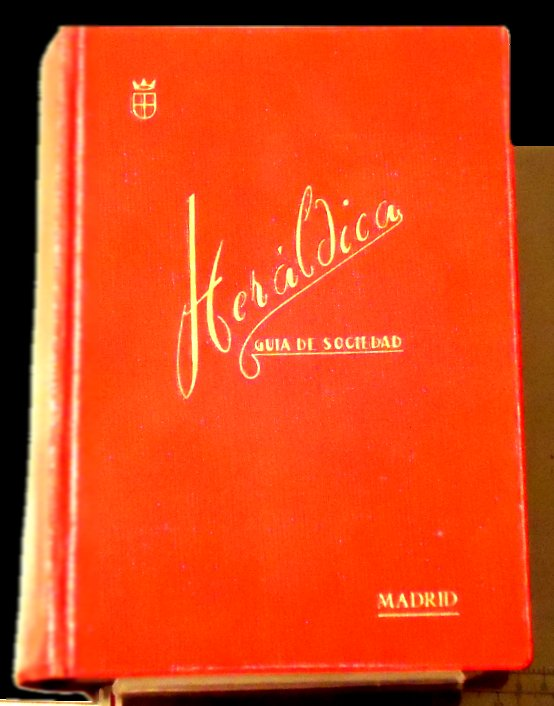
Guía de Sociedad (Madrid, 1958)

Who's who ('Quién es quién' en español) es el título común de varias publicaciones de referencia, caracterizadas por contener biografías concisas de un conjunto particular de personas. En inglés, la expresión  «Quién es quién» se usa en el lenguaje habitual para referirse a un grupo de personas notorias; por ejemplo, la frase «The actors in the film were a Who's who of the great American comedians of all time», cuya traducción literal es «El elenco de la película era un Quién es quién de los grandes actores cómicos estadounidenses de todos los tiempos», quiere decir que la película contaba con numerosos actores de renombre en el reparto.
El título Who's who se encuentra en el dominio público y varios autores y editoriales han publicado miles de compilaciones con ese nombre de diversos ámbitos y grados de calidad. La más conocida y antigua es la publicación anual británica Who's who, una obra de referencia sobre personajes prominentes contemporáneos. No obstante, también se encuentran ediciones de vanidad con este título, en las que el criterio de inclusión es el compromiso del biografiado de comprar el libro. El negocio se sustenta por la venta directa de la obra a los biografiados y en general se considera como un timo.